# Dusetos
Dusetos (en polonais : Dusiaty) est une ville de la municipalité du district de Zarasai dans le nord-est de la Lituanie. Elle comprenait 794 habitants en 2010.

## Histoire
Selon le recensement de 1923, 704 Juifs vivaient dans le village. À la suite de migrations dans les années 1920 et 1930, le nombre de Juifs a diminué à environ 500 en 1939. Le 26 août 1941, les Juifs de Dusetos ainsi que les Juifs de Zarasai sont assassinés lors d'une exécution de masse perpétrée par les forces de l'Einsatzkommando 3, assistées par la police lituanienne. Un monument se trouve aujourd'hui sur le site du massacre.